# Phaeophilacris phalangium
Phaeophilacris phalangium är en insektsart som beskrevs av Karsch 1892. Phaeophilacris phalangium ingår i släktet Phaeophilacris och familjen syrsor. Inga underarter finns listade i Catalogue of Life.